# Mohamed Cheikh Keita
Mohamed Cheikh Keita – gwinejski piłkarz grający na pozycji pomocnika. W swojej karierze grał w reprezentacji Gwinei.

## Kariera reprezentacyjna
W 1980 roku Keita został powołany do reprezentacji Gwinei na Puchar Narodów Afryki 1980. Zagrał w nim w trzech meczach grupowych: z Marokiem (1:1), z Ghaną (0:1) i z Algierią (2:3).